# Panoplosaurus
Panoplosaurus („Kompletně ozbrojený ještěr“) byl rod "obrněného" ptakopánvého dinosaura z čeledi Nodosauridae, jež zahrnuje dosud jediný formálně popsaný druh (P. mirus).

## Historie objevu
Fosilie tohoto mohutného obrněného býložravce jsou známy ze svrchnokřídového útvaru (stáří kolem 75 milionů let). Byl jedním z posledních známých nodosauridů, zástupců starobylé skupiny původní již ve střední juře. Jeho fosilní pozůstatky byly objeveny v Montaně (USA) a Albertě (Kanada). Formálně byl popsán roku 1919 paleontologem Lawrencem Lambem.

## Popis
Panoplosaurus byl středně velký ankylosaur, s délkou 5 až 7 metrů a hmotností kolem 1,5 tuny. Živil se nízko rostoucí vegetací a před predátory se zřejmě dokázal bránit svými trny, vyrůstajícími ze zádového pancíře. Výrazně zatočené nosní kanálky v lebce pravděpodobně sloužily jako výkonný výměník tepla, který těmto dinosaurům zajišťoval kvalitní termoregulaci (odhadované množství uchované energie při dýchání činí asi 65 %).